# Isengard (norwegische Band)
Isengard war ein norwegisches Musikprojekt des Darkthrone-Schlagzeugers Fenriz. Der Name Isengard entspringt J. R. R. Tolkiens Buch Der Herr der Ringe und ist dort der Sitz des Zauberers Saruman. Das Logo stammt aus dem Rollenspiel MERS, es stellt den Vampir Thuringwethil (‚Frau vom Geheimen Schatten‘) dar, eine Figur aus Tolkiens Buch Das Silmarillion.
Da Fenriz bei Darkthrone den Gesang aufgab, aber weiterhin als Sänger tätig sein wollte, und einige seiner Einflüsse nicht mit Darkthrones Stil vereinbar waren, verwirklichte er beides mit Isengard.

## Stil
Die meisten Liedtexte sind von der nordischen Mythologie geprägt. Obwohl die Stücke von Isengard einfach gehalten sind, unterscheiden sie sich teilweise erheblich voneinander. Während das erste Demo dem Death Metal nahe ist, können andere als Vermischung von Black Metal und Elementen der norwegischen Folkmusik beschrieben werden. Weitere Lieder enthalten Elemente dieser Genres, weisen aber nicht den typischen gutturalen Gesang auf und stehen dem Pagan-/Viking Metal nahe oder ähneln der Musik der Band Storm, in der Fenriz ebenfalls mitwirkte. In einem Interview mit Lucem fero im Oktober 2007 sagte Fenriz, dass er nicht verstehe, warum die Leute die Musik von Isengard so mögen. Vor allem seien es die Folk-Metal-Elemente, die sie bevorzugten, während er selber die Death- und Doom-Metal-Elemente Isengards schätzt.

## Diskografie
- 1989: Spectres over Gorgoroth (Demo)
- 1991: Horizons (Demo)
- 1991: Promo (Demo)
- 1993: Vandreren (Demo)
- 1994: Vinterskugge (Album, Deaf Records; enthält die Demos außer Promo)
- 1995: Høstmørke (Album, Moonfog Productions)
- 2017: Traditional Doom Cult (EP)
- 2020: Vårjevndøgn (Album, Peaceville)